# 신아라 (미스코리아)
신아라(1995년 1월 17일 ~ )는 대한민국의 2016년 미스코리아 선(善)이다.

## 학력
- 광주여자대학교 항공서비스학과